# لیلی الشایب
لیلی الشایب متولد ۶ دسامبر ۱۹۶۶ است. او از شخصیت‌های رسانه‌ای تونس به حساب می‌آید. کار خود را با تلویزیون تونس آغاز کرد و پس از آن وارد شبکه بی‌بی‌سی عربی شد. در نهایت لیلی در سپتامبر ۱۹۹۷ به شبکه الجزیره پیوست. لیلی به زبان‌های عربی، انگلیسی و فرانسه تسلط دارد.

## فعالیت
لیلی فارغ‌التحصیل دانشگاه علوم روزنامه‌نگاری و اخبار تونس است. فعالیت‌های خود را در زمینه روزنامه‌نگاری با گفتگوهای فراوانی با شخصیت‌های مهم سیاسی ازجمله روئسای جمهور کشورهای مختلف آغاز کرد. او یک ستون در روزنامه الوطن قطری دارد. لیلی همچنین طبع شعر دارد و برخی اوقات اشعارش را در روزنامه‌های مختلف چاپ می‌کند.